# 雞心崙
雞心崙，是台灣台北市士林區菁山里一座頂部較為平坦的山峰，位於陽明山國家公園範圍內，標高765公尺。雞心崙西側為菁礐溪上游冷水坑溪溪谷，東側為冷水坑溪支流竹篙溪上游溪谷。

## 登山步道
雞心崙位於冷擎步道（冷水坑—擎天崗）上，約在全程的五分之二處。該步道是陽明山東西大縱走（陽明山十連峰）的一部分，也是臺北大縱走第三段（小油坑服務站—風櫃口）的一部分。步道全程約1.6公里。
雞心崙山頭上設有觀景平台，旁邊立有「山」字拓印柱，與十連峰的其他山頭拓印柱刻字共同組成一句「陽明山東西大縱走活動」。
「山」字拓印柱原本位於竹篙山，在2019年7月的「陽明山東西大縱走活動」中改設於雞心崙。